# Dalian Sightseeing Tower
La Dalian Sightseeing Tower  è una torre panoramica sita a Dalian in Cina. Posta a 360 metri s.l.m., ha un'altezza di 190 metri, possiede una struttura esterna di tipo reticolare in acciaio. Possiede 2 ristoranti ed è la III attrazione turistica della Cina edificio simbolo della città di Dalian.

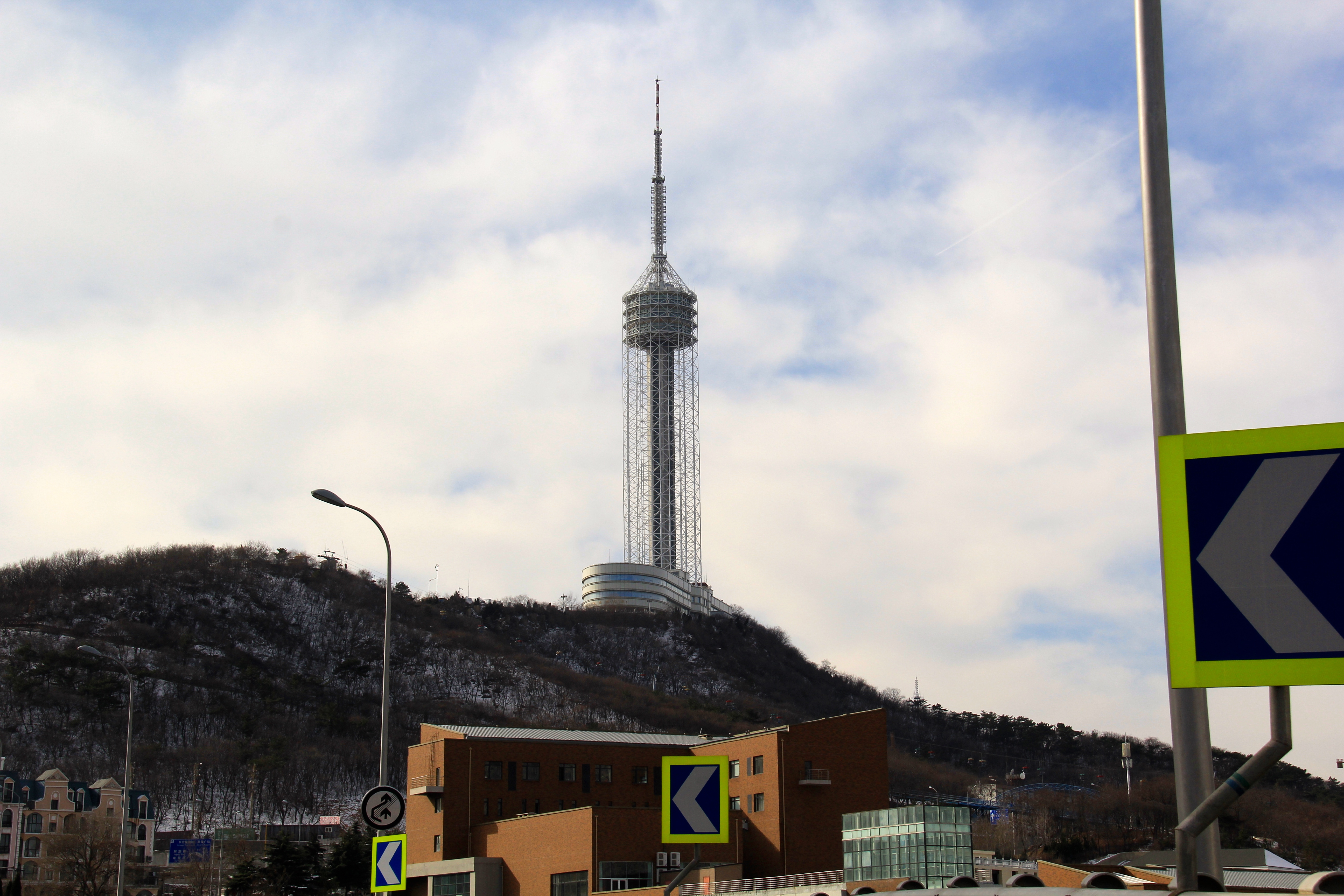
Dalian Sightseeing Tower o  Dalian Radio & TV Tower, Dalian, China